# REAPER
REAPER (acronimo di Rapid Environment for Audio Production, Engineering and Recording) è un software multipiattaforma che opera da workstation audio digitale e sequencer MIDI, realizzato da Cockos nel 2006. 
L'ultima versione è attualmente disponibile su Windows (XP e successivi), macOS (10.5 e successivi) e in versione beta su Linux.
REAPER è noto per la sua vasta compatibilità con la maggior parte dei codec audio/video e i diversi formati di plugin (come VST e AU), la sua estrema personalizzazione e la sua portabilità, essendo disponibile senza limitazioni sulle principali piattaforme.

## Licenza
REAPER offre una prova gratuita di sessanta giorni che include tutte le funzionalità presenti nella sua versione a pagamento. Per ulteriori utilizzi sono disponibili due tipi di licenza, una scontata ed una commerciale: si differenziano esclusivamente per il prezzo e per il target a cui sono indicate, quella scontata, ad esempio, è pensata per privati, piccole imprese e scuole.
Ogni licenza include la versione corrente e l'aggiornamento gratuito alle versioni successive, è valida per tutte le configurazioni (x64 e x86) e consente più installazioni, a patto che REAPER venga eseguito su un computer alla volta.

## Personalizzazione
REAPER permette all'utente molteplici opzioni di personalizzazione grazie a ReaScript (funzione che consente di modificare, eseguire ed effettuare il debug degli script all'interno di REAPER) e diverse estensioni funzionali. Tra queste la più utilizzata è la SWS/S&M, nasce come progetto collaborativo e include diversi miglioramenti al workflow e funzioni avanzate, disponibili sotto licenza open source.
L'interfaccia di REAPER può essere personalizzata tramite l'utilizzo di temi creati dagli utenti. Ogni tema delle versioni precedenti è incluso con REAPER consentendo una revisione completa dell'interfaccia grafica.
REAPER è stato tradotto in diverse lingue tramite dei language pack disponibili per il download. Gli sviluppatori come gli stessi utenti possono creare language pack per REAPER.

## Plugin
REAPER include nel pacchetto di installazione una serie di plugin e strumenti virtuali che condividono lo stesso prefisso (ReaEQ, ReaComp, ReaVerb, ecc..) e prendono il nome di ReaPlugs, scaricabili separatamente in formato VST per essere compatibili con gli altri software DAW.
Oltre ad essere compatibile con la maggior parte dei formati di plug-in, REAPER supporta il formato JSFX. Un file di testo, modificabile in qualsiasi editor testuale, che una volta importato nel software diventa un plugin a tutti gli effetti, con la caratteristica di essere estremamente flessibile e personalizzabile.
Inoltre, dalla versione 6.71 REAPER supporta anche il formato open source CLAP.

## Video
Come la maggior parte delle workstation audio digitali, REAPER può essere impiegato per il montaggio video. Essendo compatibile nativamente con la maggior parte dei formati, REAPER risulta estremamente versatile in questo campo e, a differenza di altri software DAW, gestisce tracce video nello stesso modo in cui gestisce audio e MIDI.

## Cronologia delle versioni
- Prima versione pubblica (0.40) – 23 dicembre 2005, distribuito come freeware[10]
- 1.0 – 26 agosto 2006, distribuito come shareware[11]
- 2.0 – 10 ottobre 2007[12]
- 3.0 – 22 maggio 2009[13]
- 4.0 – 3 agosto 2011[14]
- 5.0 – 12 agosto 2015[15]
- 6.0 – 3 dicembre 2019[16]
- 7.0 – 16 ottobre 2023[17]